# Fakir (journal)
Pour l’article homonyme, voir Fakir.
Pour l’article ayant un titre homophone, voir Fakear.
Fakir est un journal indépendant et alternatif engagé de gauche. Créé en 1999 à Amiens, en Picardie, il connaît une diffusion nationale depuis le 26 avril 2009.

## Présentation

### Devise figurant à la une
« Journal fâché avec tout le monde. Ou presque » : par ce slogan Fakir met en avant sa liberté totale d'expression. Pourtant, plus que l'indépendance politique, c'est l'indépendance économique qui permet à ce journal sa liberté de ton. Financé par les abonnements, aucune publicité ne figure au sein de celui-ci.

### Ligne éditoriale
Fakir est considéré comme un média de gauche, situé dans la mouvance de la Gauche antilibérale. La ligne éditoriale de Fakir, en prise directe avec les luttes sociales et les préoccupations des classes populaires, adopte un ton engagé, satirique et immersif qui rappelle le gonzo journalisme, où le journaliste ne se contente pas d’observer mais devient acteur du récit, mêlant enquête, subjectivité et humour mordant pour mieux dénoncer les injustices. Il se situe comme un média de reportages et d'enquêtes sociales. Des questions économiques, écologiques, politiques et sociales constituent généralement le dossier principal de chaque numéro (protectionnisme, fiscalité, agriculture, transport, etc.).
Le journal se distingue également par la qualité de ses illustrations (il est d'ailleurs imprimé en quadrichromie).
Au début de chacun de ses numéros, le journal se présente comme n'étant lié à « aucun parti politique, aucun syndicat, aucune institution » et comme « largement rédigé, illustré et géré par des bénévoles ». Son fondateur, François Ruffin, est élu député en 2017 avec le soutien de plusieurs partis de gauche. Il ne travaille cependant plus au journal depuis l'été 2022, et n'a depuis lors plus aucunes responsabilités au sein de l'association. 

### Organisation
Le journal est édité par l'association Fakir. Il dépend d'une équipe de bénévoles et emploie certaines personnes de manière occasionnelle ou plus permanente pour des tâches de direction, d'administration, de technique ou de logistique. Les bénévoles permettent au journal d'exister malgré un budget étroit. Ces questions économiques sont abordées par François Ruffin dans une série d'articles réalisés en 2003 pour l'association de critique des médias Acrimed.

### Diffusion
Le magazine confectionné à Amiens diffuse à 2 500 exemplaires par numéro en 2004, entre 10 000 et 20 000 en 2011. Le numéro 74 de février-mars-avril 2016 a un tirage exceptionnel de 140 000 exemplaires. L'ours du no  81 (juillet-août-septembre 2017) indique un 1er tirage de 80 000 exemplaires. Celui du no 84 (février-mars-avril 2018) indique un 1er tirage de 87 000 exemplaires.

## Historique du journal

### À l'origine: un journal local

Ancien logo du journal.

François Ruffin, fondateur de Fakir, a l'idée à l'été 1999 de fonder un « contre Journal des Amiénois ». Puisant dans ses fonds propres, le premier numéro voit le jour en décembre 1999. La parution lors des premières années est aléatoire, Fakir est distribué à partir de 2000 par les NMPP[réf. nécessaire]. En 2003, Fakir vendrait environ 2 500 exemplaires dans la région d'Amiens et compterait 500 abonnés.
Les sujets traités sont généralistes et souvent critiques : rénovation urbaine, situation de la SPA locale, délocalisations, visite de l'hôpital psychiatrique, portraits de gens ordinaires... Les articles sont écrits sur un ton satirique. Entre les articles, des brèves commentent les déclarations des élus locaux, ou des extraits d'articles de la presse locale.
En 2001, le premier adjoint au maire d'Amiens poursuit Fakir, pour diffamation à la suite d'un article paru dans le cinquième numéro du journal, mettant en cause sa gestion d'une plateforme d'hébergement pour les sites Internet des collectivités locales de Picardie. Condamné en première instance à 5 250 euros d'amende, le journal est relaxé en appel. Fakir reçoit le prix J-presse 2001 du meilleur journal de ville et de quartier pour le numéro incriminé.
Le prix du journal est alors de 10 F (1,5 €).
En 2000 et 2002, Fakir est attaqué deux fois en justice par le quotidien régional Le Courrier picard, notamment pour avoir caricaturé un de ses collaborateurs,,. Il est relaxé et le chef local du Courrier picard est condamné en appel à lui verser 500 euros.
En 2006, l'équipe de Fakir fusionne partiellement avec celle de Pour lire pas lu (PLPL) pour donner Le Plan B, un journal d'enquêtes sociales. François Ruffin, qui intègre au même moment l'équipe de l'émission Là-bas si j'y suis, écrit notamment deux pages de critique sociale dans chacun des numéros, tout en continuant de publier un Tchio fakir local, de taille plus réduite.
En 2008, le journal décide de prendre parti dans les élections municipales amiénoises et organise une contre-campagne à l'encontre de l'ancien maire et ministre Gilles de Robien. Fakir sort un numéro spécial de 32 pages intitulé Le Livre noir du robiénisme qui « revient sur vingt ans de règne, sur son bilan comme maire et comme ministre ». En même temps, l'équipe édite « une lettre d'information, beaucoup plus courte, quatre pages A4, dans un style moins ironique, accessible à tous », et la tire à 40 000 exemplaires puis la diffuse dans les boîtes aux lettres d'Amiens. La campagne se fait davantage contre l'équipe sortante que pour l'opposition, qui n'est pas épargnée dans certains articles. Au second tour, la liste de Gilles de Robien est battue, après 19 ans passée à la tête de la mairie.

### Lancement au niveau national
Fort de cette « victoire », le journal cherche à la transposer aux élections européennes de 2009. Peu de temps après que l'équipe de Fakir ait quitté Le Plan B, le journal d'Amiens devient national (numéro 39, avril 2009) et sa parution bimensuelle. Il aborde des thématiques nationales, tout en conservant pour un temps un « cahier des régions ». Le journal est remaquété, prend un format tabloïd et passe en couleur, tout en conservant sa numérotation d'origine. À partir du numéro 47 (automne 2010), Fakir passe au format berlinois[réf. nécessaire].
Le tirage de Fakir augmente en conséquence, se situant d'après l'ours du journal entre 25 000 et 40 000.
En ce qui concerne les ventes de Fakir, François Ruffin déclare qu'elles sont de l'ordre de 10 000 exemplaires pour les premiers numéros à parution nationale en 2009. Par la suite, le bimensuel indique dans ses colonnes le chiffre de 11 500 exemplaires par numéro au début de l'année 2012, (7 000 en kiosque et 4 500 abonnés), celui de 11 200 au début de l'année 2013 (5 700 en kiosque et 5 500 abonnés). Fakir affirme avoir réalisé un bénéfice de 14 000 euros pour l'année 2013 et affirme approcher du nombre de 6 000 abonnés au début de l'année 2014.  Il est largement distribué à l'occasion de Nuit Debout en 2016. Début 2020, le journal indique compter 18 782 abonnés et des ventes en kiosque entre 14 000 et 18 000 exemplaires sur les derniers numéros.
Fakir est le dernier journal à disposer d'une interview de Maurice Allais, récipiendaire du prix de la Banque de Suède en sciences économiques, mort le 9 octobre 2010.

### Évolution au sein de la rédaction
Après près de 22 années à la tête de la rédaction, dont 4 en tant que député, François Ruffin cède la place de rédacteur en chef à Cyril Pocréaux fin 2021.[réf. souhaitée]

#### Fakir éditions
À partir de 2013, Fakir lance une collection de livres sur des sujets sociaux. La plupart ont été écrits ou dirigés par François Ruffin et son collaborateur Antoine Dumini.
En 2015, un des ouvrages du journal, Comment ils nous ont volé le football, reçoit le prix lycéen du livre d'économie et de sciences sociales, avec près de 80 % des votes.
L'éditeur débute en décembre 2017 une collection intitulée « Un député à... » avec un ouvrage écrit par Ruffin, Un député à... l'hôpital psychiatrique. Il est suivi en mars 2018 par Un député à... la ferme. Un troisième livre intitulé Un député et son collab... chez Big Pharma paraît en 2018, rédigé par Cyril Pocréaux et François Ruffin.
En 2020, Fakir lance une nouvelle collection « Au rapport ! », qui reprend des rapports parlementaires réalisés par François Ruffin. Le premier sort en 2020, et est intitulé Que faire de la police ?.
Le 4 juin 2021, Fakir éditions réédite Gens de France et d'ailleurs de Jean Teulé. Après s'être rapproché de l'ancien éditeur Ego Comme X, un travail de plusieurs mois débouche sur une nouvelle édition qui reprend la couverture de la toute première édition, alors édité chez Casterman et paru en deux fois entre 1988 et 1990.

#### Le filmMerci patron!
Dans le numéro 70 de Fakir de mai-juin 2015, François Ruffin annonce qu'il a conçu et réalisé un film intitulé Merci Patron ! (une coproduction Fakir et Mille et une productions) racontant une histoire dont Bernard Arnault (propriétaire de LVMH) est le protagoniste, histoire traitée en partie à la manière du réalisateur Michael Moore, du documentariste Pierre Carles ou des activistes The Yes Men,. Ce film sort en salle le 24 février 2016, après une tournée d'avant-premières dans toute la France.
Le groupe LVMH a fait espionner le journal Fakir pendant deux ans, de décembre 2013 à octobre 2015. Ces activités d'espionnage ont été supervisées par Bernard Squarcini, pour un montant de 2,2 millions d'euros. Il n'y aura pas de procès puisque, à travers l'application d'une convention judiciaire d'intérêt public (CJIP), Bernard Arnault accepte de payer 10 millions d'euros à titre d'amende afin de clore l'affaire sans procès. Cet accord entre la justice française et Bernard Arnault a suscité la colère de François Ruffin.

#### Le filmJ'veux du soleil!
Au mois de décembre 2018, Gilles Perret (documentariste) et François Ruffin entreprennent un périple d'une semaine à travers la France des Gilets jaunes, pour aller à la rencontre des femmes et des hommes mobilisés sur les ronds-points. Ils en reviennent avec quelque vingt-quatre heures d'images et de nombreux témoignages. Le 9 janvier 2019, François Ruffin annonce depuis sa chaîne YouTube qu'il coréalise avec Gilles Perret un film intitulé J'veux du soleil !, qui sortira en salle le 3 avril 2019. Ce road-movie documentaire, dont l'objectif est de porter à l'écran les visages et les paroles des Gilets Jaunes, est distribué par la société Jour2Fête et par Fakir. Fakir sollicite l'aide de ses lecteurs pour la diffusion du film, que ce soit en allant le proposer aux salles de cinéma, en organisant des projections sur les ronds-points avec des Gilets Jaunes, ou encore en distribuant le tract officiel du film.

#### Le filmDebout les femmes!
En décembre 2019, François Ruffin et Gilles Perret repartent en tournage dans le cadre d'une mission parlementaire sur les métiers du lien, que réalise François Ruffin et le député LREM Bruno Bonnell. Cette collaboration inattendue est l'occasion pour les deux députés de rencontrer différents acteurs des métiers du lien : des salariés, des professionnels et des institutionnels.
Ralenti par la pandémie de Covid-19, le tournage reprend en avril 2020 et finit de suivre toutes les étapes de la mission jusqu'au vote à l'Assemblée nationale .
Les premiers extraits issus de la bande annonce mettent en scène les femmes salariées des métiers du lien. Le film est sorti en octobre 2021.

## T'chio Fakir
En plus de leur publication bimestrielle, Fakir publie de façon régulière des numéros de quatre pages appelés T'chio Fakir (« petit Fakir » en picard). Ceux-ci sont destinés à la diffusion dans les manifestations et fournissent une information sur un sujet précis.

## Actions militantes
À plusieurs reprises l'association et le journal Fakir organisent des actions militantes.

### «Les Teufs à Babeuf»
Pendant son année de pause, avant le passage en diffusion nationale, l'association Fakir organise plusieurs soirées intitulées « les teufs à Babeuf », en référence au révolutionnaire français Gracchus Babeuf. Animées par des groupes de musique, ou des troupes de théâtre, ces soirées sont centrées autour de conférences et de débats avec des militants politiques, syndicaux ou des intellectuels. Sont notamment passés aux « teufs à Babeuf » : Henri Emmanuelli, Emmanuel Todd, Hervé Kempf, Daniel Mermet, Serge Halimi, Michel et Monique Pinçon-Charlot.

### Affaire Loubota
En février 2002, Hector Loubota, 19 ans, meurt enseveli sur le chantier d'insertion de la citadelle d'Amiens. Dans son numéro de novembre (no 12, novembre 2002), après enquête, Fakir accuse la mairie de n'avoir respecté aucune des règles de base de sécurité sur ce chantier. Le journal accompagne la famille pendant les procédures judiciaires en rassemblant des preuves et des témoignages, en médiatisant l'affaire, en publiant un livre, Hector est mort, et en organisant des mobilisations lors des passages au tribunal. Après 13 ans de procédure et deux instructions, le maire de l'époque, Gilles de Robien, est reconnu coupable, en mars 2015, en première instance, d'homicide involontaire. La Cour d'appel d'Amiens a infirmé la décision et relaxé Monsieur de Robien. La famille de la victime s'est pourvue en cassation.

### Interventions en assemblée générale

#### Casino
En 2010, Fakir infiltre l'assemblée générale des actionnaires du groupe Casino en achetant des actions du groupe. Cette opération est menée en compagnie d'anciens salariés de Moulinex. Jean-Charles Naouri, le PDG de Casino, était actionnaire principal au moment de la liquidation du leader de l’électro-ménager français. Des gérants surendettés de Petit Casino sont également présents. Ils interpellent directement le PDG lors de la séance de question. Le même scénario se répète l'année suivante et donne lieu à plusieurs reportages dans Fakir et dans l'émission radio Là-bas si j'y suis.
En juin 2010, le groupe Casino assigne le journal en justice pour cause de perturbations lors de l'assemblée générale des actionnaires. Le procès est fixé en novembre 2011. Le journal reçoit de nombreux soutiens comme celui de Denis Robert et du dessinateur Siné. En mai 2012, le groupe Casino décide d'abandonner le procès en diffamation contre le journal.
Le groupe Casino aurait fait espionner la rédaction de Fakir par l’intermédiaire de la société i2F dirigée par l'ancien policier Hervé Séveno.

#### Le CIAG
Fin 2012, Fakir crée le CIAG, le Comité d'intervention en assemblée générale, afin de généraliser ce type d'action et rassembler différents courants militants contre des multinationales.
En avril 2013, le groupe de BTP Vinci voit ainsi son AG perturbée par des militants anti-aéroport de Notre-Dame-des-Landes. François Ruffin interpelle également le président du groupe sur le non-respect du code du travail lors de l'embauche de salariés étrangers.
Quelques jours après se tient l'AG de LVMH. Fakir poursuit son combat contre Bernard Arnault, initié dans le numéro 58 du journal, en s'invitant à la réunion. Une première intervention avait déjà eu lieu en 2007 avec d'ex-salariés d'ECCE pour un reportage pour l'émission Là-bas si j'y suis. Lors de l'AG de 2013, Fakir dénonce, avec d'anciens salariés, la liquidation dans les années 1980 du groupe textile Boussac Saint-Frères. Une partie de l'intervention, filmée par Les Mutins de Pangée, se retrouve dans le film Merci Patron !. En 2014, l'AG de LVMH est de nouveau perturbée.
Depuis, le CIAG a été mis en sommeil.

### «De l'air à France Inter»
À la suite de l'interruption de l'émission radiophonique de France Inter Là-bas si j'y suis, en juin 2014, Fakir lance une campagne intitulée « De l'air à France Inter ». L'objectif principal du mouvement est la reprogrammation d'une émission quotidienne de reportage sur les ondes de la radio. De façon plus générale, Fakir dénonce l'abandon du reportage au profit des émissions en plateau et la sous-représentation des classes populaires dans les intervenants.
Des rassemblements sont organisés à la Bourse du travail de Paris avec différentes organisations politiques, syndicales, et associatives notamment ATTAC, le FG, EELV, le PS, Acrimed. Une lettre cosignée par toutes les organisations est envoyée à Laurence Bloch, directrice de France Inter, qui y répond sans pour autant accéder aux demandes du collectif.
En décembre des manifestations ont lieu devant les locaux de France Bleu à Amiens, Limoges, Strasbourg, Montpellier, Bordeaux, Cherbourg, Clermont-Ferrand, Caen et Tours. À partir d'avril 2015, le mouvement tente de faire la jonction avec la grève à Radio France, à la suite de l'arrivée du nouveau PDG Mathieu Gallet. Des tracts sont distribués lors des AG, l'équipe de Fakir publie des reportages sur les conditions de travail à la Maison de la Radio.
En mai 2015, des membres du collectif rencontrent Frédéric Schlesinger, directeur des programmes à Radio France. Les revendications sont en partie satisfaites par la programmation de l'émission Un jour en France, animée par Bruno Duvic.

## Ours
- Directeur de publication : Fabian Lemaire
- Directeur du journal et de l'association: Tristan Quemener
- Animatrices de publication : Magalie, Pascale
- Rédacteur en chef : Cyril Pocréaux
- Rédacteurs :  Laura Raim, Vincent Bernardet,Valéry Chartier, Darwin, Cyril Pocréaux, Maëlle Beaucourt, François Ruffin, Pierre Souchon, Oriane Dioux, Camille Vandendriessche, Guillaume Bernard,  Anne-Sophie Jacques
- Dessinateurs : Ben Bert, Bench, Bouzon, Claire Cordel, Damien Cuvillier, David François, Decressac, Fabian Lemaire, Galien, Guillaume Néel, Hardoc, Lardon, Nardo, Piérick, Rhodo, Stébar, Thibaut Soulcié, Valère, Valfret et Zag, Sanaga
- Graphisme : Ludovic Rio
- Mise en page : Ludovic Rio

Néanmoins, l'équipe rédactionnelle étant soumise à un incessant renouvellement, elle est donc susceptible d'évoluer de numéro en numéro à l'exception des membres permanents du journal.

## Critique du journalLa Décroissance
Malgré des relations apparentes de « copinage », revendiquées comme telles sur le site du journal, Fakir a fait l'objet de critiques sévères de la part d'un autre journal de gauche. Dans son numéro d'avril 2015, le mensuel La Décroissance publie un article intitulé « Clouer le bec à Fakir », dans lequel il fustige un dossier publié dans le numéro de mars-avril 2015 de Fakir intitulé « Emploi contre environnement, refusez le chantage ! ». L'auteur, Dominique Lachosme, épingle la volonté de la part de Fakir de vouloir faire croire « qu'il existe au sein de la CGT rouge un début de conscience verte. » Il ajoute : 

« [...] La CGT rejette officiellement l'anti-productivisme : le "développement humain durable" qu'elle prône s'oppose "aux idées tendant vers la décroissance (citation extraite du document d'orientation de la CGT, 2013) » ; « La Terre exploserait-elle sous nos yeux, il est peu probable que la CGT remette en question cette vision du monde. »

L'auteur conclut ainsi son article : 

« Camarades et amis de Fakir, c'est en partant de ces (dures) réalités que l'on pourra véritablement espérer "lier justice sociale et exigence environnementale", quitte à être "fâchés avec tout le monde ou presque" (slogan de Fakir). »